# Епаленж
Епаленж (фр. Épalinges) — громада  в Швейцарії в кантоні Во, округ Лозанна.

## Географія
Громада розташована на відстані близько 75 км на південний захід від Берна, 4 км на північний схід від Лозанни.
Епаленж має площу 4,6 км², з яких на 56,2% дозволяється будівництво (житлове та будівництво доріг), 18,7% використовуються в сільськогосподарських цілях, 25,2% зайнято лісами, 0% не є продуктивними (річки, льодовики або гори).

## Демографія
2019 року в громаді мешкало 9695 осіб (+14,2% порівняно з 2010 роком), іноземців було 29,7%. Густота населення становила 2117 осіб/км².
За віковим діапазоном населення розподілялося таким чином: 23% — особи молодші 20 років, 60,2% — особи у віці 20—64 років, 16,8% — особи у віці 65 років та старші. Було 4098 помешкань (у середньому 2,3 особи в помешканні).
Із загальної кількості 3209 працюючих 7 було зайнятих в первинному секторі, 170 — в обробній промисловості, 3032 — в галузі послуг.